# Ghetto Music: The Blueprint of Hip Hop
Albums de Boogie Down Productions
By All Means Necessary
(1988) Edutainment
(1990)
Singles
1. Jack of Spades
Sortie : 1989
2. Why Is That?
Sortie : 1989
3. You Must Learn
Sortie : 1989

Ghetto Music: The Blueprint of Hip Hop est le troisième album studio des Boogie Down Productions, sorti le 28 juin 1989.
L'album s'est classé 36e au Top R&B/Hip-Hop Albums et 7e au Billboard 200 et a été certifié disque d'or par la Recording Industry Association of America (RIAA) le 25 septembre 1989.

## Liste des titres
| No  | Titre                          | Contient un (des) sample(s) de                                                                                   | Durée |
| --- | ------------------------------ | --- | ----- |
| 1.  | The Style You Haven't Done Yet | | 3:01  |
| 2.  | Why Is That?                   | H2Ogate Blues de Gil Scott-Heron et Brian Jackson Pussy Cat de Sylvia Robinson Do It Baby de Redd Holt Unlimited | 3:57  |
| 3.  | The Blueprint                  | Funky Sensation de Gwen McCrae Ooh I Like Your Loving de Rufus et Chaka Khan                                     | 2:54  |
| 4.  | Jack of Spades                 | Greedy G des Brentford All Stars Theme From the Planets de Dexter Wansel                                         | 4:49  |
| 5.  | Jah Rulez                      | Stalag 17 d'Ansell Collins                                                                                       | 4:25  |
| 6.  | Breath Control                 | | 3:38  |
| 7.  | Who Protects Us From You?      | | 2:25  |
| 8.  | You Must Learn                 | Super Sporm de Captain Sky                                                                                       | 3:51  |
| 9.  | Hip Hop Rules                  | | 4:08  |
| 10. | Bo! Bo! Bo!                    | | 5:21  |
| 11. | Gimme, Dat, (Woy)              | I Shot the Sheriff de Redd Holt Unlimited Poetry des Boogie Down Productions                                     | 3:04  |
| 12. | Ghetto Music                   | | 3:15  |
| 13. | World Peace                    | | 4:45  |